# Pål Jacobsen
Pål Jacobsen (Molde, 20 maggio 1956) è un ex calciatore norvegese, di ruolo attaccante.

## Biografia
È il fratello di Tom Jacobsen.

## Carriera

### Giocatore

#### Club
Jacobsen iniziò a giocare a calcio nello HamKam e debuttò in squadra all'età di 16 anni e 358 giorni, diventando così il più giovane calciatore a calcare i campi della massima divisione norvegese. Nel 1981, con la maglia del Vålerenga, segnò 16 reti e diventò capocannoniere.  È il fratello di Tom Jacobsen.

#### Nazionale
Jacobsen giocò 42 partite per la Norvegia e mise a segno 13 reti. Debuttò in data 15 maggio 1975, nel successo per cinque a tre sulla Finlandia. La prima rete la segnò il 22 settembre 1976, nella vittoria per tre a due sulla Svezia.

### Dopo il ritiro
Jacobsen ricoprì il ruolo di assistente allenatore allo HamKam, oltre ad aver lavorato come giornalista freelance per Hamar Arbeiderblad.